# دنت د ننداز
دنت د ننداز (به لاتین: Dent de Nendaz) یک کوه در سوئیس است که در کانتون وله واقع شده‌است. دنت د ننداز ۲٬۴۶۳ متر بالاتر از سطح دریا واقع شده‌است.